# Verfassungsreferendum in Kenia 2010
In dem Verfassungsreferendum vom 4. August 2010 stimmte die Bevölkerung Kenias mit deutlicher Mehrheit einer neuen Verfassung zu, die die Rechte des Staatspräsidenten zugunsten des Parlaments einschränkte. Die neue Verfassung trat am 27. August 2010 in Kraft und ersetzte die seit 1963 gültige, die unter Beteiligung der ehemaligen Kolonialmacht Großbritannien formuliert worden war.

## Im Vorfeld
Die seit der Unabhängigkeit Kenias gültige Verfassung gewährte dem Präsidenten umfassende Vollmachten und unterstützte das jahrzehntelang betriebene Einparteiensystem. Internationaler Druck zwang Staatspräsident Daniel arap Moi Anfang der 1990er Jahre zur Wiedereinführung eines Mehrparteiensystems, im Dezember 1992 fanden erstmals Parlamentswahlen unter Beteiligung von Oppositionsparteien statt.
Der Demokratisierungsprozess in Kenia führte zu mehreren Verfassungsänderungen, eine umfassende Verfassungsreform wurde allerdings von Moi und seinem Nachfolger Mwai Kibaki lange hinausgezögert. Am 21. November 2005 fand ein erstes Referendum über eine neue Verfassung statt; die Verfassungsänderungen wurden aber von der Bevölkerung mit 58 % der abgegebenen Stimmen abgelehnt.
Zwei Jahre nach dem gescheiterten Verfassungsreferendum führte die umstrittene Wiederwahl Kibakis zu wochenlangen Unruhen in Kenia, die erst nach Bildung einer Koalitionsregierung beendet wurden. Infolge der Unruhen wurden erneut Bemühungen unternommen, eine neue Verfassung zu formulieren.
Am 17. November 2009 wurde der von der großen Koalition erarbeitete Entwurf für die neue Verfassung Kenias vorgelegt. Die endgültige Formulierung des Verfassungstextes wurde am 6. Mai 2010 veröffentlicht, eine Woche später wurde der 4. August 2010 als Datum für das Verfassungsreferendum festgelegt.
In der Auseinandersetzung um die neue Verfassung wurden am 13. Juni 2010 sechs Menschen von einem unbekannten Täter bei einer Demonstration der Reformgegner in Nairobi mit einer Handgranate getötet. Gegner der Reform waren vor allem die Kirchen und der ehemalige Präsident Daniel arap Moi sowie einige Minister der Koalitionsregierung. Als Unterstützer galten unter anderen Präsident Kibaki und Ministerpräsident Raila Odinga. Vor allem im Rift Valley, dem Zentrum der Unruhen von 2007, wurde mit einer hohen Zahl von Nein-Stimmen gerechnet.

## Inhalt des Verfassungsentwurfes
Der vorgestellte Verfassungsentwurf führte zur größten politischen Veränderung in Kenia. Er sah die Einschränkung der Machtbefugnisse des Präsidenten sowie die Durchführung einer Landreform vor. Außerdem wurde neben der Nationalversammlung ein Senat geschaffen. Abtreibung aus medizinischen Gründen sollte erlaubt bleiben. Zusätzlich sollten Grundrechte und die Gleichstellung von Frauen garantiert, eine Justizreform durchgeführt und die doppelte Staatsbürgerschaft ermöglicht werden. Auch sollte die traditionelle muslimische Gerichtsbarkeit in der Verfassung verankert werden. Abgeordnete sollen zukünftig von ihren Wahlkreisen wieder abgewählt werden können, wenn sie ihre parlamentarische Arbeit vernachlässigen. Die Anzahl der Minister sollte auf 22 reduziert werden.

### Präsidentschaft
Der nach den Wahlen 2007 geschaffene Posten des Ministerpräsidenten wird abgeschafft. Alle Minister, Botschafter, hohe Justizbeamte und Staatssekretäre müssen vom Parlament bestätigt werden. Der Präsident darf maximal zweimal für je fünf Jahre regieren.

### Senat
Der Senat soll aus den Vertretern von 47 Verwaltungskreisen, 16 Vertretern der Nationalversammlung und je zwei Vertretern von Jugendverbänden und behinderten Menschen bestehen. Der Senat kann zusammen mit der Nationalversammlung den Präsidenten per Misstrauensantrag absetzen.

### Justiz
Durch die neue Verfassung wurde die Errichtung eines Obersten Gerichts, des Supreme Court of Kenya vorgesehen.

### Landreform
Es soll eine Kommission mit weitreichenden Kompetenzen geschaffen werden, die „Ungerechtigkeiten“ bei der Landverteilung korrigieren soll. Sie kann illegale Landgeschäfte aufheben und Ländereien an lokale Volksgruppen zurückgeben. Zusätzlich soll eine Obergrenze für privaten Landbesitz gelten. Ausländer sollen Land nur noch auf maximal 99 Jahre pachten dürfen.

## Verlauf
Das Referendum verlief im Großen und Ganzen friedlich. Aufgrund der hohen Wahlbeteiligung bildeten sich teilweise lange Schlangen vor den Wahllokalen. 70.000 Sicherheitskräfte waren landesweit im Einsatz.

## Ergebnis

Abstimmungsergebnis (Prozentsatz an „Ja“-Stimmen) zum Verfassungsreferendum in den einzelnen Provinzen: 1 – Central, 2 – Coast, 3 – Eastern, 4 – Nairobi, 5 – North-Eastern, 6 – Nyanza, 7 – Rift Valley, 8 – Western

Die Verfassung wurde mit deutlicher Mehrheit angenommen. 66,9 % der abgegebenen Stimmen sprachen sich für die neue Verfassung aus. Die Wahlbeteiligung lag bei 72,2 %. Die einzige Provinz, in der die neue Verfassung abgelehnt wurde, war Rift Valley. Streitigkeiten wegen der Landreform sollen hier für den Ausgang der Wahl entscheidend gewesen sein.

### Landesweites Ergebnis
| Votum | Stimmen   | Stimmenanteil† |
| ----- | --------- | -------------- |
| Ja    | 6.092.593 | 68,55 %        |
| Nein  | 2.795.059 | 31,45 %        |

† in Prozent der gültigen Stimmen
218.633 Stimmen (2,40 %) waren ungültig. Die Wahlbeteiligung lag bei 72,18 %.

### Ergebnisse nach Provinzen
| Nr.    | Provinz       | Ja        | Ja (in %) | Nein      | Nein (in %) | Gültige Stimmen gesamt | Ungültige Stimmen | Stimmen gesamt | Registrierte Wähler | Beteiligung (in %) |
| ------ | ------------- | --------- | --------- | --------- | ----------- | ---------------------- | ----------------- | -------------- | ------------------- | ------------------ |
| 1      | Central       | 1.274.967 | 84,4      | 235.588   | 15,6        | 1.510.555              | 29.692            | 1.540.247      | 1.958.898           | 78,6               |
| 2      | Coast         | 425.626   | 79,24     | 111.532   | 20,76       | 537.158                | 16.388            | 553.546        | 997.086             | 55,5               |
| 3      | Eastern       | 741.109   | 56,43     | 572.109   | 43,57       | 1.313.218              | 32.480            | 1.345.698      | 2.028.444           | 66,3               |
| 4      | Nairobi       | 678.621   | 76,52     | 208.195   | 23,48       | 886.816                | 29.298            | 916.114        | 1.292.229           | 70,9               |
| 5      | North Eastern | 110.992   | 95,71     | 4.970     | 4,29        | 115.962                | 599               | 116.561        | 231.928             | 50,3               |
| 6      | Nyanza        | 1.174.033 | 92,04     | 101.491   | 7,96        | 1.275.524              | 20.257            | 1.295.781      | 1.705.292           | 76,0               |
| 7      | Rift Valley   | 971.331   | 40,52     | 1.426.102 | 59,48       | 2.397.433              | 65.447            | 2.462.880      | 3.046.294           | 80,8               |
| 8      | Western       | 715.914   | 84,13     | 135.072   | 15,87       | 850.986                | 24.472            | 875.458        | 1.356.456           | 64,5               |
| Gesamt | Gesamt        | 6.092.593 | 68,55     | 2.795.059 | 31,45       | 8.887.652              | 218.633           | 9.106.285      | 12.616.627          | 72,2               |

Am 27. August setzte Präsident Mwai Kibaki die Verfassung offiziell in Kraft. Bei der Zeremonie war auch der wegen Kriegsverbrechen gesuchte sudanesische Präsident Umar al-Baschir anwesend, was international für Kritik sorgte.

## Reaktionen
Bereits während der Bekanntgabe von Teilergebnissen gestanden die Gegner der neuen Verfassung ihre Niederlage ein. Erziehungsminister William Ruto, der Anführer der Verfassungsgegner, erklärte, die Entscheidung des Volkes zu respektieren. Nach der Feststellung des amtlichen Endergebnisse legte Präsident Kibaki den 27. August 2010 als Datum der Inkrafttretung der neuen Verfassung fest.
Energieminister Kiraitu Murungi sprach von einer Wiedergeburt Kenias. Finanzminister Uhuru Kenyatta rief beide Seiten zur zukünftigen Zusammenarbeit auf.
Die EU-Außenministerin Catherine Ashton begrüßte am 5. August das Votum und sprach von einem historischen Ereignis für Kenia.